# ماجراهای شرلوک هلمز و دکتر واتسون (فیلم)
ماجراهای شرلوک هلمز و دکتر واتسون (به روسی: Приключения Шерлока Холмса и доктора Ватсона) فیلم تلویزیونی روسی ساخته شده در سال ۱۹۸۰ به کارگردانی ایگور ماسلننیکوف است. این فیلم دومین قسمت از سری تلویزیونی ماجراهای شرلوک هلمز و دکتر واتسون است.